# Jungfrau
El Jungfrau (en alemán "Virgen" o "Doncella") es el pico más alto (4.158 m) del macizo montañoso del mismo nombre. Los otros dos picos son el Eiger ("Ogro") con su famosa cara norte y el Mönch ("Monje") con una altura de 4.099 metros. Al sur del Jungfrau se ubica el Gran Glaciar Aletsch, que con su longitud de casi 24 km y un área de 118 km² es el de mayor tamaño y más largo de los Alpes y de Europa. El Jungfrau se levanta al norte del cantón del Valais y al sur del cantón de Berna, en la zona del Oberland bernés, dominando el valle de Grindelwald.
Su cima fue alcanzada por primera vez en 1811 por los hermanos Meyer, Johann Rudolf y Hieronymus de Aarau, así como por los cazadores Alois Volker y Joseph Bortis. En su momento el acceso era difícil, hasta la construcción de un ferrocarril de cremallera, el Jungfraubahn, que circula por el interior de la montaña conectado el puerto de montaña Kleine Scheidegg hasta la estación de Jungfraujoch, el paso entre el Mönch y el Jungfrau, a 3.454 metros, la más alta de Europa.
Desde allí aún se puede subir en ascensor 118 m más hasta el centro de investigación y terraza panorámica de Sphinx, el edificio construido a la mayor altitud del continente europeo (a una altitud de 3571 m sobre el nivel del mar). Es visitado por miles de turistas que gozan de las perfectas vistas durante todo el año.
El Jungfrau, junto con el glaciar Aletsch al sur, forma parte del Patrimonio de la Humanidad de la Unesco "Jungfrau-Aletsch-Bietschhorn", que se formó el 13 de diciembre de 2001.

## Etimología
El nombre Jungfrau (doncella o virgen) se refiere a la cumbre más alta de las tres montañas más prominentes visibles desde la región de Interlaken, siendo los otros el Mönch (monje) y el Eiger (ogro). Seguramente derive del nombre Jungfrauenberg dado a Wengernalp, la pradera alpina que mira directamente a la cara norte del Jungfrau, a través del desfiladero de Trummelbach. Wangernalp fue llamado así por las monjas del monasterio de Interlaken, sus propietarias históricas. Al contrario de la creencia popular, el nombre no proviene de la apariencia nevada de la montaña, como si fuera una mujer velada.

La cumbre "virgen" fue muy romantizada como "diosa" o "sacerdotisa" a finales del siglo XVIII hasta el siglo XIX durante el Romanticismo. Su pico, considerado inaccesible, no se alcanzó hasta el siglo XIX, cuando el alpinista suizo Johann Rudolf Meyer llegó en 1811.

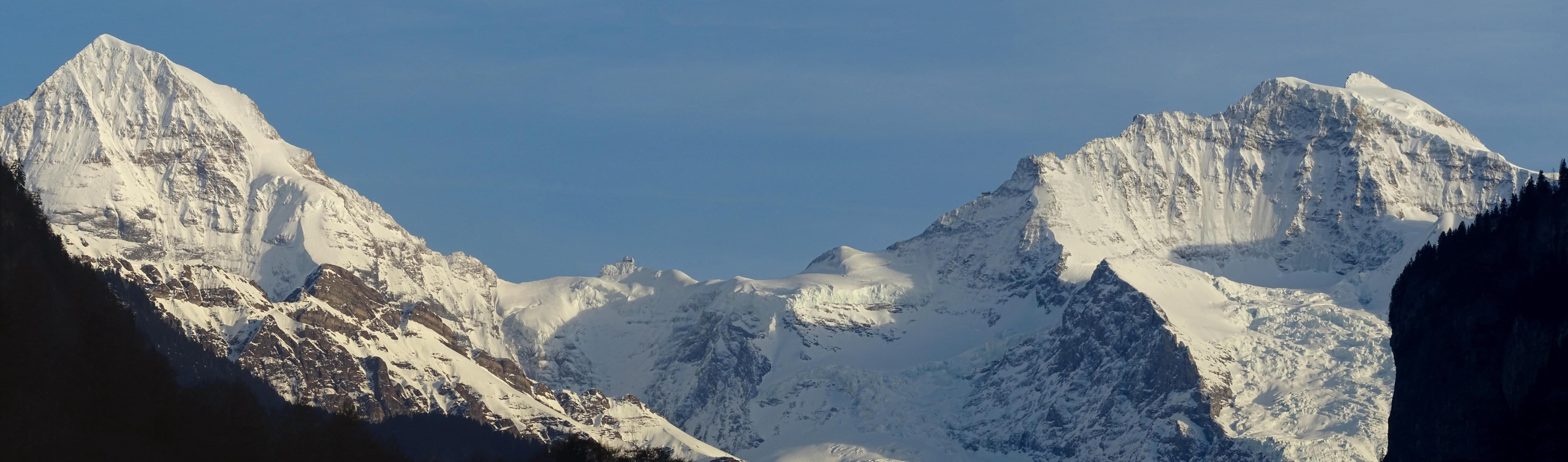
Mönch y Jungfrau.